# Млък!

## История
Млък! са създадени от Красимир Кунчев - Крас (вокал, композитор, текстописец), Георги Малчев (китара) и Евгени Христов (бас) в София. Скоро след това се присъединява и Павел Стойчев на барабани. Първият им концерт е в легендарния клуб за авторска и ъндърграунд музика О‘Шипка на 19 април 2004 г., което групата смята за свой рожден ден. Само след няколко месеца за барабанист е привлечен Теодор Обретенов и така се оформя съставът за следващите няколко години.
Групата експериментира с разнообразни стилове - пънк, алтърнатив, прогресив, ска и метъл, а оригиналните и често вдъхновяващи текстове допълват особената многослойност на творчеството. Млък! са известни със своето впечатляващо и енергично сценично шоу. Освен стотиците клубни концерти през годините, музикантите имат зад гърба си запомнящи се изяви на големи международни фестивали – четири пъти на Spirit of Burgas, Bestival 2007 в Букурещ, главната сцена на Rokaj Fest в Загреб през 2009, Wrong Fest през 2014 в София и Hills of Rock 2018 в Пловдив.
През 2012 г. Георги и Теодор напускат групата. На барабаните застава Еленко Петров, а Красимир поема и китарата, наред с вокалните си задължения. Като трио и без повече промени съставът се запазва до разпадането си през 2019 г. Дискографията на групата включва 5 албума, като последният, „Край“, беше издаден през 2019 г., а промоцията му беше и прощално турне за Млък! и отбеляза точно 15 години на сцена. 

## Творчество
МЛЪК!
Първите два албума на Млък! създават по-суровия и агресивен облик на групата и печелят вниманието на фенове и критика. Едноименният Млък! е издаден през 2006 г. след записи на две порции в Noizy Records с продуцент дългогодишният приятел на групата - Бохата. Кафяво, Искам да съм Червей, Време за Парти и Всеки Мрази Красивите и Умните най-добре демонстрират енергията и ентусиазма на прохождащите мълчаливци да експериментират с различни стилове, както и достатъчно хитов потенциал, за да бъдат тези песни концертни фаворити. В края на 2006 г. Всеки Мрази Красивите и Умните се превръща в първия истински хит на Млък! не само на собствен терен, но и във Великобритания, където в течение на няколко месеца авторитетното местно онлайн радио Pulse Rated се скъсва да върти английската версия на песента и нееднократно я обявява (както и целия албум) за запис на седмицата и месеца, а оригиналът на песента оглавява класациите на водещите български рок радиостанции Tangra и Z Rock и през годините успява да си извоюва име на ъндърграунд класика в цяла България. Садистично-саркастичният разказ за един малтретиран малчуган продължава да е част от плейлистите на рок-станциите и до днес.
СУПА / ОПТИМИСТИЧНО
Следват двете EP-та „Супа“ (2007) и „Оптимистично“ (2008), обединени впоследствие в албума „Суптимистично“. В „Супа“ влизат Не Желая да съм Супа, Лудница и Смехът е Здраве, които са сред любимите песни и на феновете, и на членовете на групата. През 2012 г. изпълнения на Мир и Любов 2 и Не Желая да съм Супа са заснети на живо в студио за youtube канала Amps on Air. „Оптимистично“ е записан за два дена в училищен физкултурен салон и е вероятно най-експерименталният и разнолик запис на групата. Най-известната песен в този полуалбум е СКАчай, която прекара месеци в челото на националните рок класации и има заснет видеоклип в същия салон. 
SPACE PIG
„Space Pig“ е записан през 2010 г. в Лондон и издаден през 2011 г и е най-амбициозното творение на Млък! към онзи момент. Едноименната 17-минутна сюита в 6 части събаря стиловите бариери, които мълчаливите и без това винаги са пренебрегвали, и прескача между пънк, прогресив, рокабили, дъб, метъл, рокендрол и дори фолклор с огромна лекота. Тя разкрива необичайната история на свръхпрасе от космоса, което се опитва да промени хората, за да може да спаси Земята от пагубното им въздействие. За разтуха от всички горчиви истини, албумът съдържа и новите радио фаворити Ля-Ля-Лято и Мързи Ме, към което е заснет и видеоклип с режисьор Владимир Кръстев. „Space Pig“ е продуциран от Димитър Братанов и неговия интернационален екип в Alchemea Studios, Britannia Row, Лондон. Обложката на албума и комикс по историята са създадени от румънския артист Дан Панайтеску.
БАЛКАНОЗАВЪР
Последните два албума на Млък!, „Балканозавър“ (2014) и „Край“ (2019) са записани от групата вече като трио и с Крас в ролята на китарист/вокалист. „Балканозавър“ е първият изцяло концептуален албум на Млък! и разказва за бягството на едноименния герой от родния резерват. Пътят му минава през шарения цирк на живота и го води обратно у дома и Балканокалипсиса -  символичен край на упадъка, който лесно може да се разпознае и в настоящата действителност. Освен обичайните заигравания с пънк и тежки рифове, групата уверено посяга и към неравноделните размери. Оцветен от многопластови китарни аранжименти, „Балканозавър“ е един от малкото истински прогресив пънк албуми в България. В центъра на албума откриваме 10-минутната трилогия Цирк, а най-популярните парчета са Роб до Гроб и Хлапе. Към откриващото едноименно парче е заснет видеоклип с режисьор Никола Копаров, а изпълнения на Роб до Гроб, Хлапе и Цирк са заснети на живо в студио за youtube канала Amps on Air. Автор на обложката, издържана в естетиката на детска книжка и обогатена с всички текстове и кратък разказ за онагледяване на цялата история, е художничката Милена Радева.
КРАЙ
Финалният запис на Млък! е многозначително озаглавен така, че да даде завършеност на дискографията на групата. Въпреки липсата на епични тракове и цялостна лирическа концепция, прогресив пънк звученето остава, но е концентрирано в 9 компактни композиции. Това, както и цялостно засилената мелодичност на музиката, обяснява факта, че цели 3 парчета получават радио ротация и високи позиции в българските рок класации: БГ Каубой, Небрежно Безметежно и едноименното Край, което поставя точка на албума. Песента е интересна и с това, че рециклира текста на песента Оптимистично Апокалиптично, издадена 10 години по-рано. Вместо видеоклипове, групата избира да заснеме прощалния си концерт в София, на който изпълнява почти всички песни от албума и представителна селекция от цялата си дискография. Почти целият концерт може да се гледа в youtube канала на Млък!

## Дискография
- Млък! (2006)
- Супа - EP (2007)
- Оптимистично - EP (2008)
- Space Pig (2011)
- Суптимистично - сборен (2014)
- Балканозавър (2014)
- Край (2019)